# Index Catalogue
Index Catalogue (IC), známý též jako katalog mlhovin, hvězdokup a galaxií, je astronomický katalog, který byl poprvé publikován roku 1895 a byl rozšířen na více než 5000 objektů, které jsou známé jako IC objekty. Slouží jako doplněk k New General Catalogue (NGC).
Katalog sestavil John Dreyer v 80. letech 19. století, kdy ho publikoval jako dva dodatky k New General Catalogue. Obsahoval galaxie, mlhoviny a hvězdokupy objevené mezi lety 1888 a 1905.